# Юрьевка (Черниговская область)
Ю́рьевка (укр. Ю́р'ївка) — село Черниговского района Черниговской области Украины. Население 103 человека.
Код КОАТУУ: 7425585202. Почтовый индекс: 15510. Телефонный код: +380 462.

## История
Возле села Юрьевка встречаются римские монеты I—III вв. н. э., в урочищах Вязевцы и Чернечья Гора обнаружены 2 раннеславянских поселения (III—V вв.).
Первое письменное упоминание о селе Юрьевка датируется 1783 годом. Советская власть установлена в январе 1918 г. Жители села сражались на фронтах Великой Отечественной войны против немецких войск. В Юрьевке установлен памятник Герою Советского Союза лётчику А. А. Бондарю, который погиб в 1943 г. в боях против гитлеровских оккупантов.

## Власть
Орган местного самоуправления — Мохнатинский сельский совет. Почтовый адрес: 15513, Черниговская обл., Черниговский р-н, с. Мохнатин, ул. Победы (Перемоги), 19.